# Epidendrum schistostemum
Epidendrum schistostemum är en orkidéart som beskrevs av Hágsater, Laube och Luis M. Sánchez. Epidendrum schistostemum ingår i släktet Epidendrum och familjen orkidéer.
Artens utbredningsområde är Panamá. Inga underarter finns listade i Catalogue of Life.